# Kurzzeitkredit
Ein Kurzzeitkredit ist eine Form des Kredits, der im angelsächsischen Raum als Payday Loan sowie in Schweden unter dem Begriff Expresskredite sehr bekannt ist. In Deutschland ist diese Kreditform hingegen noch nicht sehr verbreitet. In der Regel haben Kurzzeitkredite eine Laufzeit von 30 Tagen und können je nach Land (Vereinigtes Königreich, USA, Kanada, Australien) auf maximal vier Monate verlängert werden. In Deutschland hingegen sind die Laufzeiten eines Kurzzeitkredit deutlich weiter gefasst. Je nach Anbieter kann die Laufzeit eines solchen Kredits zwischen fünf Tagen bis hin zu maximal 62 Tagen betragen. Anders als im angelsächsischen Raum ist es in Deutschland nicht möglich, einen Kurzzeitkredit über die vereinbarte Kreditlaufzeit hinaus zu verlängern. Auch ist die Ablösung eines bestehenden Kurzzeitkredit durch die Aufnahme eines neuen Kredits nicht möglich. Man kann somit erst dann wieder einen Kurzzeitkredit aufnehmen, wenn der alte Kredit vollständig zurückgezahlt ist. Dies soll Kreditnehmer vor Überschuldung schützen.
Kurzzeitkredite stehen besonders in Großbritannien unter starker Kritik des Verbraucherschutzes. In Schweden sollen die Expresskredite laut Plan der Regierung in ihrer jetzigen Form untersagt werden. Einhergehend mit diesem Verbot ist die Festlegung des maximal erlaubten Zinssatzes für Expresskredite. Ab 2018 darf der maximal zulässige Zinssatz für Kurzzeitkredit in Schweden maximal 40 Prozent über dem geltenden Leitzins liegen dürfen.

## Kurzzeitkredite in Deutschland
In Deutschland ist das Geschäftsmodell für Kurzzeitkredite noch weitgehend neu. Ein synonymer Wortgebrauch ist Minikredite. Das erste Angebot für Kurzzeitkredite in Deutschland gab es 2012, als die Berliner Vexcash AG mit einer Online-Kreditplattform für Kurzzeitkredite an den deutschen Markt ging. Mit der Ferratum Group und Cashper stiegen 2014 zwei weitere Anbieter für Kurzzeitkredite in den deutschen Markt ein. Ende 2015 stieg mit der Targobank auch die erste deutsche Großbank in diesen Kreditbereich ein. Die Kreditsummen sind bei fast allen Anbietern auf eine Summe von 600 Euro limitiert und können zudem nur über eine maximale Kreditlaufzeit von 62 Tagen beantragt werden. Diese Kreditbedingungen gelten für Kunden, die erstmals bei einem der Anbieter einen solchen Kredit in Anspruch nehmen. Generelles Merkmal eines in Deutschland angebotenen Kurzzeitkredit ist, dass die Tilgung in einer einzigen Summe, inklusive der angefallenen Zinsen, am Ende der Kreditlaufzeit erfolgt. Eine Aufteilung der Kreditsumme in Raten wie bei einem Ratenkredit ist bei einem Kurzzeitkredit nicht vorgesehen, es sei denn, die Kreditnehmer zahlen eine zusätzliche Gebühr. Dann steht ihnen eine 2-Raten-Option zur Verfügung. Ein weiteres Merkmal sind die im Vergleich zu einem Langzeitkredit hohen Zinsen für Kurzzeit- oder Minikredite.